# Klammerplåt

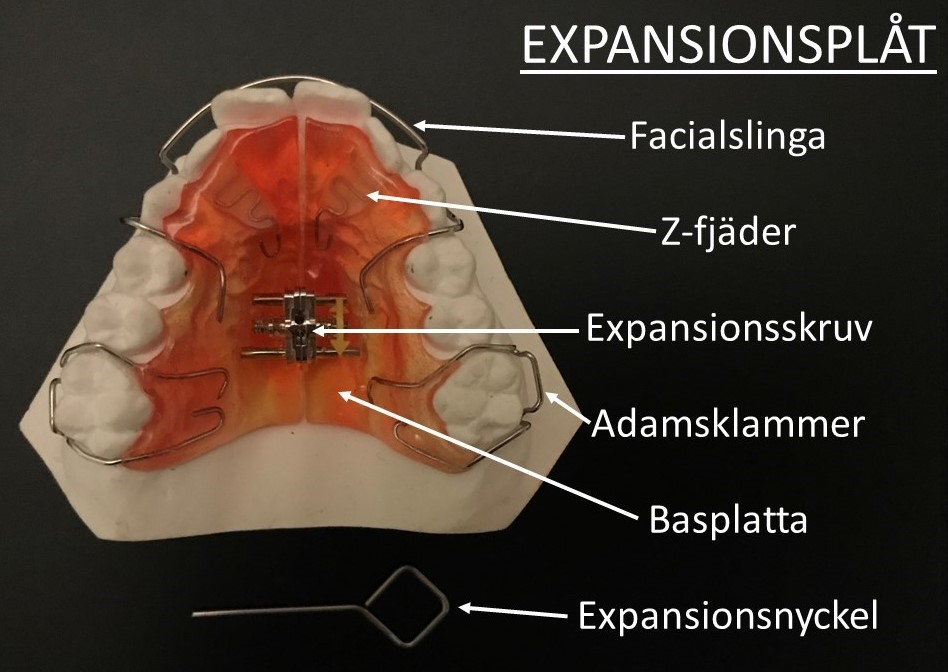
Expansionsplåt, en typ av klammerplåt

Klammerplåt är en avtagbar tandställning som består av en basplatta i plast och olika element i metall. Den används främst för att tippa och vrida tänder samt rätta till bettavvikelser men även för att hålla kvar tänderna i specifika lägen. Vid pågående behandling används klammerplåten dygnet runt av patienten men kan tas ut vid behov, till exempel vid födointag eller tandborstning.
Målgruppen för klammerplåt är barn och ungdomar vars käkar fortfarande växer och där det behövs korrigering av tändernas placering i bettet, och/eller hjälp så att permanenta tänder ska kunna växa ut i rätt position.

## Olika typer av klammerplåtar
Klammerplåt med frontal vall används i överkäken för behandling av djupbett.
Klammerplåt med laterala vallar används mestadels i samband med fastsittande tandställning i motsatt käke för att undvika ocklusionslåsningar.
Expansionsplåt är en klammerplåt som är tvådelad och som separeras över tid med en skruvanordning. Expansionsplåt används för behandling av korsbett genom att vidga överkäken då dess tandbåge är för smal i förhållande till tandbågen i underkäken.
Retentionsplåt används efter behandling för att tänderna ska växa fast sig i sina nya lägen och således inte ska flytta på sig. Direkt efter behandling med någon av ovanstående klammerplåtar används retentionsplåt dygnet runt i 2–3 månader, och sedan används den endast nattetid.

## Tillverkningsprocess
Patienten besöker tandläkare som tar ett alginatavtryck av tandbågen och gommen. Tandläkaren ritar upp klammerplåtens utseende på en rekvisition som skickas tillsammans med alginatavtrycket till en tandtekniker. Tandteknikern använder sedan alginatavtrycket för att tillverka en gipsmodell av käken som klammerplåten tillverkas på. Tandteknikern tillverkar beståndsdelar av ståltråd och fäster dessa med hjälp av vax på gipsmodellen, sedan tillverkar hen en basplatta av akryl genom en kallpolymerisationsprocess. Polymerpulver och monomervätska används av tandteknikern för att bygga upp formen av basplattan som sedan polymeriseras i en tryckkokare. Efter polymerisationen slipas, putsas och poleras basplattan för att få rätt tjocklek, utsträckning och en slät yta.  Det är bra att låta klammerplåten ligga i vatten minst ett dygn innan den bearbetas eller används för att bli av med så mycket restmonomerer som möjligt då dessa kan orsaka allergi.

## Klammerplåtens beståndsdelar
Basplatta av akryl som är formad efter gommen och ligger emot tänderna för att behålla deras position.
Adamsklammer är den vanligaste klammern. De fäster i regel på ett fåtal kindtänder s.k. molarer, och har för syfte att retinera basplattan, d.v.s. hålla den på plats i gommen.
Fjädrar fyller olika funktioner. Så kallade fingerfjädrar används för att tippa tänder. Hörntandsfjädrar kan användas för att hjälpa hörntänder s.k. caniner, att nå rätt position i tandbågen. Z-fjädrar eller guttaperka har för syfte att förflytta tänder facialt eller buckalt d.v.s. mot läppar eller kind.
Facialslinga används för att retinera, alltså hålla klammerplåten på plats men kan även aktiveras av tandläkare för att skapa tryck på incisiverna, fronttänderna, och tippa dem lingualt, in mot tungan.
Expansionsskruv används i en expansionsplåt. Plåten är tvådelad och patienten kan efter tandläkarens direktiv gradvis sära på de två delarna med hjälp av en nyckel.
Akrylvallar kan placeras på olika ställen för att förhindra ocklusionslåsning vid användning av fast tandställning eller för att åstadkomma en betthöjning då de tänder som inte har kontakt med vallen kan fortsätta att växa ut.